# Digitaria villosa
Digitaria villosa är en gräsart som först beskrevs av Thomas Walter, och fick sitt nu gällande namn av Christiaan Hendrik Persoon. Digitaria villosa ingår i släktet fingerhirser, och familjen gräs. Inga underarter finns listade i Catalogue of Life.